# Jordan Larsson
Carl Henrik Jordan Larsson, född 20 juni 1997 i Rotterdam, Nederländerna, är en svensk fotbollsspelare som spelar för danska FC Köpenhamn. Han är son till förre landslagsspelaren i fotboll Henrik Larsson.

## Klubblagskarriär
Jordan Larsson startade sin fotbollskarriär i Barcelona men spelade i Högaborgs BK som ungdom när familjen flyttade hem till Sverige. Han debuterade i Högaborgs A-lag i division 2 2012, och gjorde fem mål under sin debutsäsong. Den 24 juli 2014 skrev han på för Helsingborgs IF. Den 27 juli 2014 gjorde han sin allsvenska debut för HIF i en 1–1-match mot Örebro SK, då han byttes in i den 73:e minuten mot Mattias Lindström. Larssons första allsvenska mål kom i matchen mot Åtvidaberg 6 juni 2015, en vecka före sin 18:e födelsedag.
Den 2 januari 2017 skrev Larsson kontrakt med holländska NEC. Den 2 januari 2018 stod det klart att Larsson skulle lämna NEC för allsvenska IFK Norrköping.
En sportsligt tung första säsong i Norrköping, med endast 1 allsvenskt mål, följdes av ett betydligt mer lyckat 2019. Under den säsongen hann han göra 11 allsvenska fullträffar, innan Larsson den 2 augusti 2019 värvades av ryska Spartak Moskva.

### AIK
Den 4 april 2022 skrev Larsson på för AIK i Allsvenskan. Ett låneavtal som sträckte sig till och med den 30 juni 2022. Han gjorde sin debut för klubben sex dagar senare i hemmapremiären mot IFK Norrköping. Larsson gick direkt in i startelvan och gjorde efter 15 minuter assist när han från hörna lyfta in bollen till Alexander Milošević som nickade in matchens enda mål.
Han gjorde sitt första mål för klubben den 1 maj 2022 under en bortamatch mot GIF Sundsvall som slutade 2–0. Andra målet för klubben gjorde han den 21 maj 2022 när AIK spelade 2–2 mot IK Sirius på Friends Arena. Omgången efter gjorde Larsson det avgörande målet mot sin gamla klubb Helsingborgs IF på Olympia som AIK vann med 2–1. Han gjorde sin sista match för klubben den 26 juni 2022 då han spelade 61:e matchminuter när AIK spelade 1–1 mot Degerfors IF på bortaplan. Under sin tid i klubben producerade han 3 mål och 2 assister på 11 allsvenska matcher.

### Schalke 04
Den 5 augusti 2022 värvades Larsson av tyska Bundesliga-klubben Schalke 04, där han skrev på ett treårskontrakt. Larsson debuterade den 13 augusti 2022 i en 2–2-match mot Borussia Mönchengladbach, där han blev inbytt i den 60:e minuten.

### FC Köpenhamn
Den 28 januari 2023 lånades Larsson ut till danska FC Köpenhamn på ett låneavtal över resten av säsongen 2022/2023. Den 13 juni 2023 blev han klar för en permanent övergång till FC Köpenhamn och skrev på ett fyraårskontrakt med klubben.

## Landslagskarriär
Larsson debuterade för Sveriges landslag den 7 januari 2018. Den 9 januari 2020 gjorde han sitt första landslagsmål i en 1–0-vinst över Moldavien.